# ヴィルヘルム・フォークト

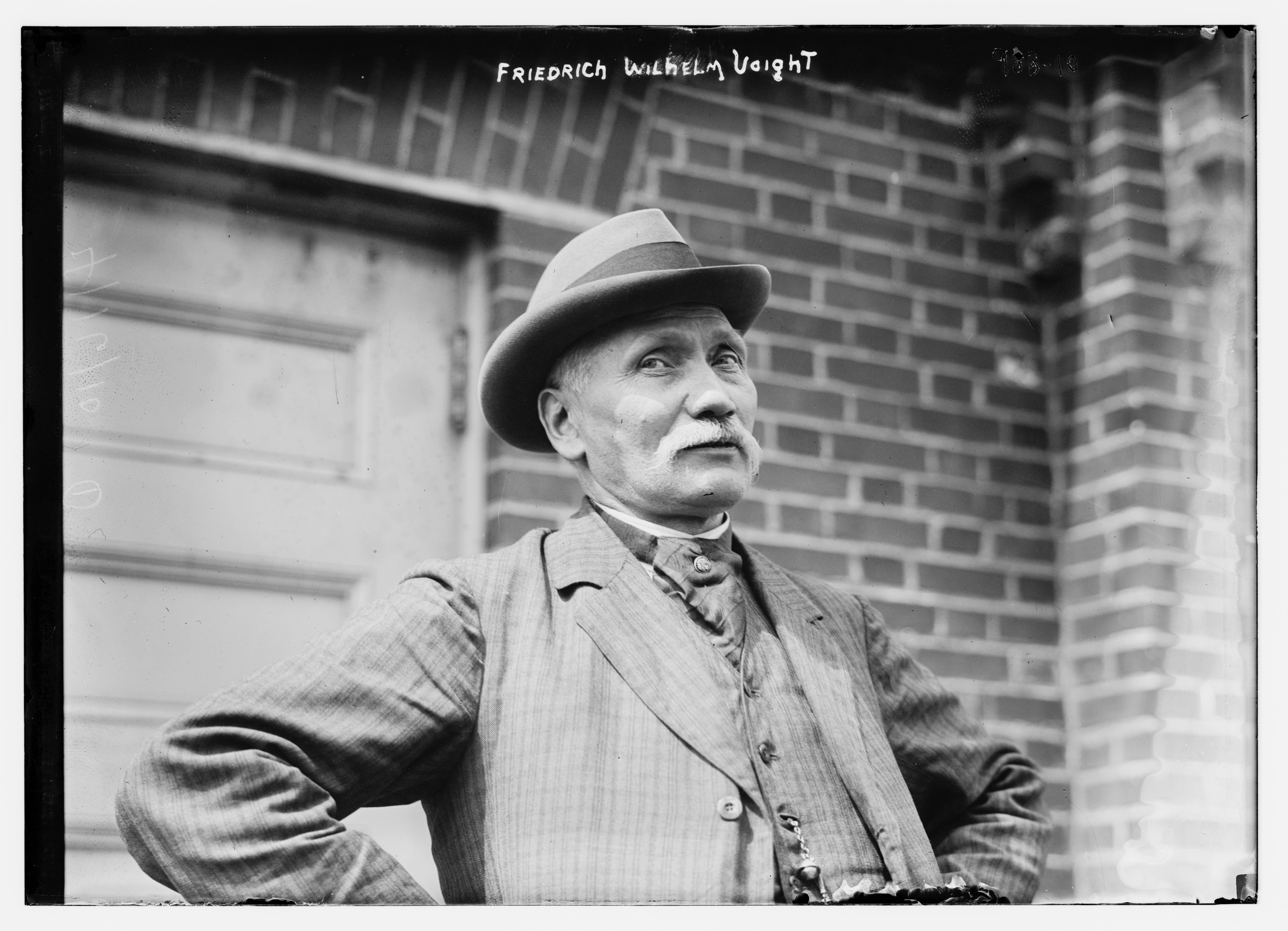
晩年の肖像写真（アメリカ議会図書館蔵）

フリードリヒ・ヴィルヘルム・フォークト（Friedrich Wilhelm Voigt, 1849年2月13日 - 1922年1月3日）は、ドイツの靴職人、詐欺師。彼が起こした詐欺事件からケーペニックの大尉（Hauptmann von Köpenick）の通称でも知られる。1906年10月16日、古着屋で購入した陸軍大尉の制服を着用したフォークトは、本物の陸軍部隊を率いてベルリン郊外・ケーペニック（現在はベルリンに編入）の市庁舎を襲撃、市長らを逮捕した上、4,000マルクを盗み出した。なお日本語では苗字は「フォイクト」と表記されることもある。
事件後、「ケーペニックの大尉」は何度も舞台劇や映画の題材となり、ドイツ語では同種の詐欺を指す「ケーペニキアーデ」（Köpenickiade）という言い回しが生まれた。

## 経歴

### 靴職人

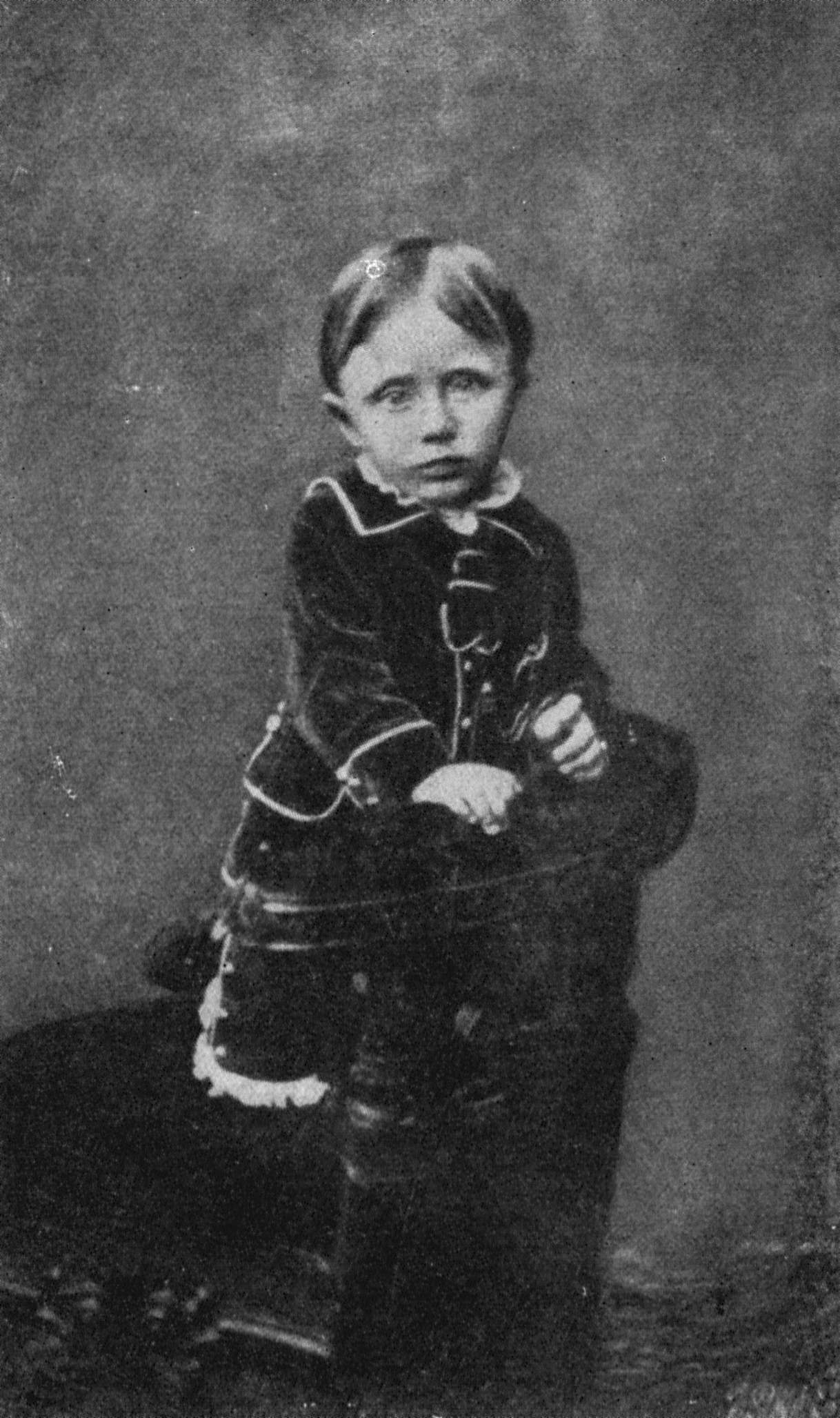
幼少期のフォークト（1860年頃）

1849年2月13日、東プロイセン・ティルジットにて靴職人の息子として生を受けた。14歳の頃には窃盗の罪で14日間ほど刑務所に収監された。靴職人になってからはポンメルン州とブランデンブルク州に暮らす。1864年から1891年にかけて、彼は4度の窃盗と2度の文書偽造などの罪で何度か刑務所に送られている。1890年にはポーゼン州の裁判所に盗みに入ろうとしたところを逮捕され、懲役15年の刑を受けた。1906年、フォークトは教会が提供していた受刑者向け就職支援を利用しヴィスマールに移って靴職人として働いた。しかし数ヶ月後には複数の犯罪記録がメクレンブルク＝シュヴェリーン大公国の警察当局に問題視され、追放処分を受けることになる。その後、彼は姉夫婦を頼りベルリンのリクスドルフに移り、靴工場に職を得る。しかし1906年8月24日には、やはり過去の犯罪記録を理由としてベルリン広域圏（Großraum Berlin）からの追放処分が下されている。彼は当局に対してハンブルクに移ると申請したが、実際にはその後もベルリン近くの宿泊施設に滞在していた。

### 「ケーペニックの大尉」事件

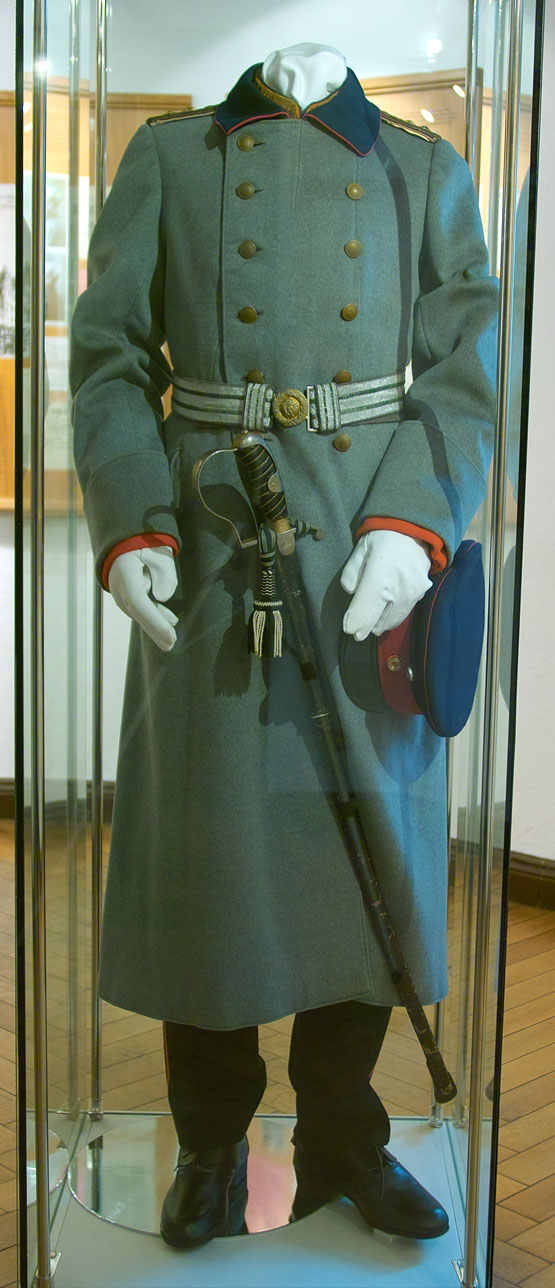
ケーペニック市庁舎に展示されている「ケーペニックの大尉」の制服

彼はいくつかの古着屋などを巡り、軍服や徽章、軍刀などを買い集め、「プロイセン陸軍第1近衛歩兵連隊所属の大尉」としての衣装を作り上げた。1906年10月16日正午、陸軍大尉に変装したフォークトは西ベルリンで大通りの立哨勤務を終え兵舎に向かおうとしていた近衛兵に声を掛ける。さらに立哨中だった近衛兵2名とその他の兵士10名を呼びつけ、「最高の至上命令」（auf allerhöchsten Befehl）なるものに基づき、自らの指揮下に入るように命じた。彼ら14名は移動手段にベルリン市街線を用いているが、フォークトは兵士たちに対して「車を用立てることができなかった」と説明した。途中の駅では兵士らにビールをふるまっている。ケーペニックに到着すると、フォークトは兵士らに1マルクずつ与えて昼食をとるようにと命じた。その後、「これから市長と、おそらくはその他にも何人かを逮捕しなければならない」と切り出した。
部隊が市庁舎に到着すると、フォークトは「職員および訪問者の出入りを完全に封鎖せよ」と命じた。そして、庁舎内に乗り込んだフォークトは「皇帝陛下の名の下に」（im Namen Seiner Majestät）、上級秘書ローゼンクランツと市長ゲオルク・ランガーハンスの逮捕を宣言し、彼らを執務室に軟禁した。彼はまた庁舎に派遣されていた憲兵（Gendarmerie）の指揮官を呼びつけ、秩序の維持と任務の遂行のために一帯の閉鎖を行い、また自分たちの邪魔をしないようにと命じている。さらに帳簿係を呼びつけると、市の財政について確認しなければならない事項があるので帳簿を提出するようにと命じた。その後、市の予算と帳簿との照会を行い、予算のうち3557.45マルクを不正な資金として「押収」したのである。帳簿係から受領証への署名を求められると、フォークトは名を「フォン・マールツァーン」（von Malzahn）、肩書きを「第1近衛連隊大尉」（H.i.1.G.R.,「Hauptmann im 1.Garde-Regiment」の略）と記入した。フォン・マールツァーンは彼が最後に収監されていた刑務所の所長の名前だった。
フォークトはランガーハンス市長らから逃亡を試みないよう言質を取った後、近衛兵らに市長らを徴用した馬車でノイエ・ヴァッヘに護送して尋問を行うように命じた。そして残りの兵士たちにはあと半時間ほど市庁舎を占拠するように命じた。自らは住民らの注目を集めながら駅へ向かい、レストランで新聞記者からの取材に応じた後、悠々とベルリン行きの列車に乗り込み平服に着替えて姿を消したのである。

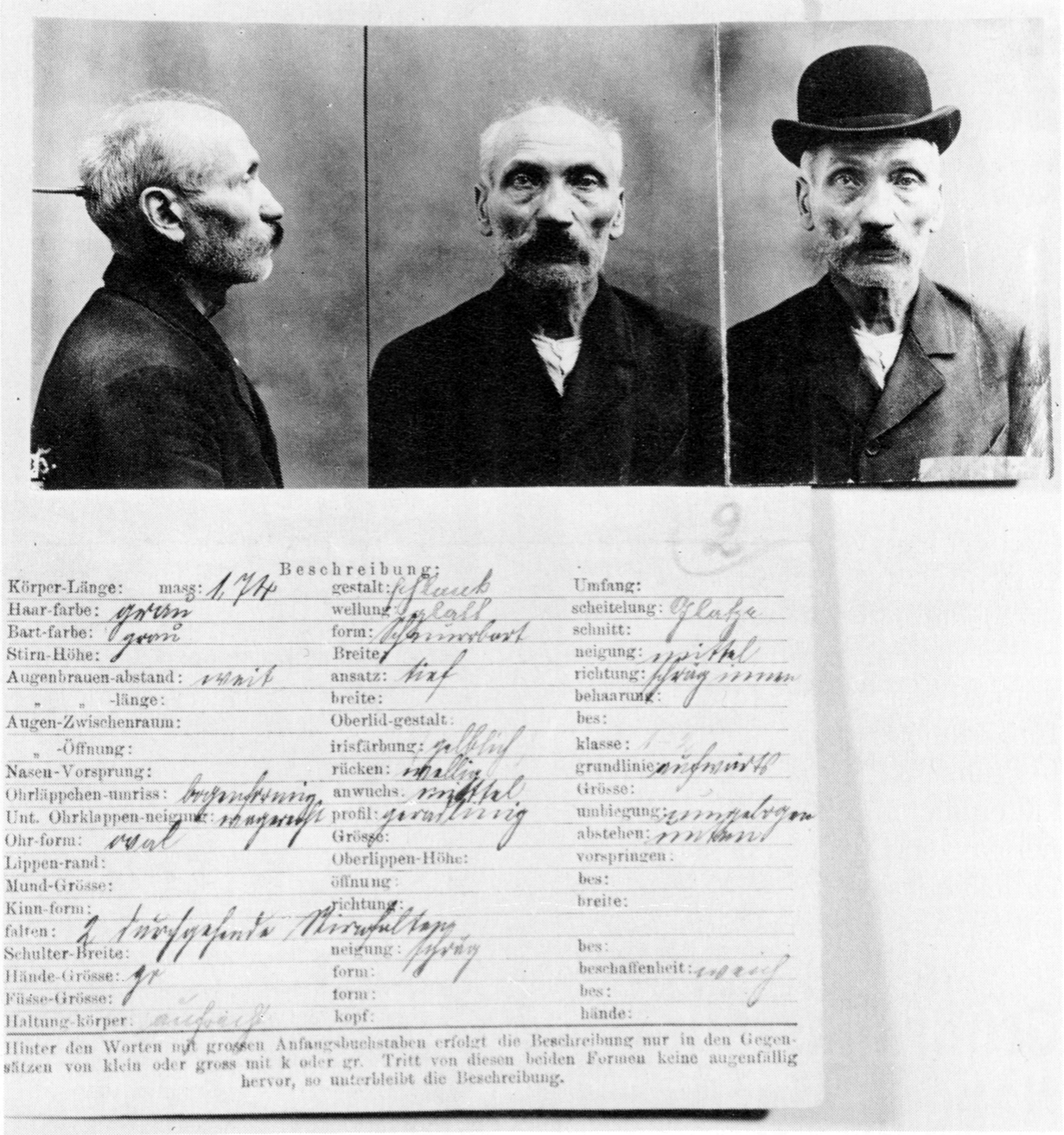
逮捕時撮影の写真。

しかし、彼はこの計画をかつて刑務所の同房者に語っていたため、事件から10日後の朝には逮捕されることになる。ベルリンの第2地方裁判所 (Landgericht II) では、彼の「制服の不正着用、公の秩序に対する犯罪、監禁、詐欺、重大な文書偽造」（wegen unbefugten Tragens einer Uniform, Vergehens gegen die öffentliche Ordnung, Freiheitsberaubung, Betruges und schwerer Urkundenfälschung“）に対して懲役4年の判決が言い渡された。しかし1908年8月16日には皇帝ヴィルヘルム2世の勅命に基づく特赦を受け、釈放された。
詐欺の動機については、いくつかの矛盾する説が存在する。フォークト自身が裁判や後に出版される自伝や舞台劇で主張するところによれば、大金ではなく追放処分に従い国外へ移るための旅券が欲しかったための犯行であったという。一方で伝記作家ヴィンフリート・レシュブルク (Winfried Löschburg) は、市の金庫からは実際には2,000,000マルクもの大金が消えていたとして、フォークトの主張は非常に疑わしいと指摘している。また旅券発行はケーペニック市役所ではなく、ベルリンにあるテルトウ郡役場が担当していた。市庁舎占領中にも彼は旅券を探すような素振りは見せなかったという。また逮捕の発端が刑務所の同房者からの証言だった事も、少なくともこの襲撃計画自体は追放処分以前から計画されていたということを示している。なお、その後の裁判では彼の主張が非常に疑わしいとした上で、彼が更生し社会への復帰を行おうとしていたにもかかわらず、環境がそれを認めなかったがゆえの犯行であると判断された。

### 影響

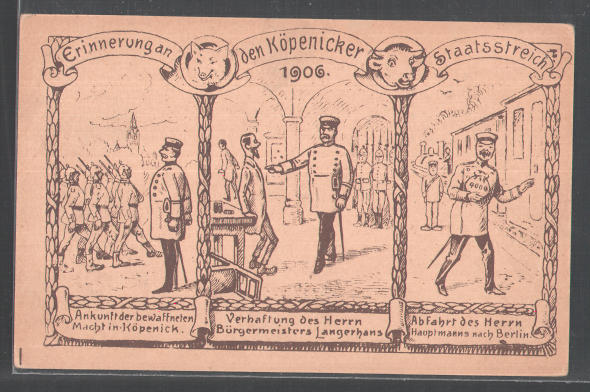
「ケーペニックの大尉」事件の漫画が描かれた絵葉書。

「ケーペニックの大尉」事件はドイツ全土に知られる笑い話の1つとなった。皇帝ヴィルヘルム2世はこの事件について「これが規律だ。地球上で我々だけが成し得るものだ」と笑いながら述べたとも言われているが、これが実際に皇帝の言葉だったのかは異論もある。『デイリー・メール』紙の特派員が残したノートでは皇帝の言葉とされており、またこれに加えて皇帝は犯人を「天才的な男」(genialer Kerl)と表現したとされる。
『フォシッシェ・ツァイトゥング』紙 (Vossische Zeitung) では、1906年10月17日に一面で「ケーペニックの大尉」事件を報じた。同紙はこの中でフォークトに「泥棒大尉」(Räuberhauptmann)という愛称を与えた。記事の中では次のように述べられている。
この許しがたい詐欺事件は、ロシアで起きた銀行強盗を強く想起させ、かつ軽快なオペレッタ作品に素材を提供することになろうが、昨日の午後ケーペニック市に大騒ぎを引き起こした。
報道に加えて、事件を題材とした風刺画や絵葉書も多数作られたことで、「ケーペニックの大尉」の名前はドイツ各地へ、そして国外にまで広まった。ルクセンブルクの歴史家マルク・イェック(Marc Jeck)は、フォークトを「ヴィルヘルム主義的軍国におけるティル・オイレンシュピーゲルである」と評した。
裁判には世界中の報道関係者が駆けつけた。拘禁中のフォークトの元には毎日のように面会や握手、サインの希望が舞い込み、当局に対して特赦を求める者も少なくなかった。またテーゲル刑務所に服役している最中でさえ、フォークトは事件に関する取材等を受けて相当の利益を得たという。皇帝による特赦を受けた後、彼は役者や芸人としての道を選び、事件を題材とした舞台劇などに出演していくことになる。
フォークトへの賞賛の一方で、報道には制服さえあればいとも簡単に騙されてしまう帝国軍人らに対する嘲りや批判も現れはじめた。『ベルリーナー・モルゲンポスト』紙は事件翌日の記事で次のように述べている。
実際に社会全てと公機関、そう、非常に面白い事に兵隊までもがある1人の男に騙された。古めかしく寄せ集めでありながらも我が国民が無制限の敬意を払う軍服を着た、がに股の男に。
リベラル左派系の『ベルリーナー・フォルクス＝ツァイトゥング』紙のコメンテータは、同じ日の記事で政治的クーデターの危険性を述べている。
このなんとも馬鹿馬鹿しい物語は言葉を失うほどに面白いのだが、一方でこの恥ずべき事件はもう1つの重大な問題を明らかにした。ケーペニック事件の華々しい成功はつまり、これまでの極端な軍国主義的思想が創りだした脆弱さである。昨日の幕間劇が示しているのは、「あなたもプロイセン・ドイツの軍服さえ身につければ無敵の男になれるのだ」という事実だ。[…]実際のところ、ケーペニックの英雄はすでに時代精神の支持を獲得した。彼は現代において最もスマートな知見を備えた人物であり、最高の政治家だ。 […] 昨日のケーペニックの喜劇は、グロテスクな方法をもって軍服への盲従が政治秩序や個々の人格への勝利を収めた事実を我々に示したのである。
外国の報道でもこうした問題点の指摘があり、とりわけプロイセン・ドイツの軍国主義と、ドイツにおいて軍が社会・政治の分野で果たしている支配的な役割への言及が多かった。英国の『イラストレイテド・ロンドン・ニュース』紙では次のように触れている。
何年にも渡ってカイゼルは軍国主義における全能者として国民から畏敬の念を注がれており、これの最も神聖なる象徴こそがドイツ軍の軍服である。
ノンフィクション作家ヴィルヘルム・ループレヒト・フリーリングは、こうした内外からの批判があったにも関わらず、帝国軍の体制とドイツ国民の制服への盲従は1918年のドイツ革命まで何ら変わることはなかったと指摘している。帝国時代、軍が国内の政治的闘争の道具として用いられ政治的に過大な権力を得ていた事について、歴史家シュティーク・フェルスターはこれが「保守的軍国主義」(konservativen Militarismus) の本質であり、皇帝と彼が率いる政治的勢力はむしろこれを推進していたとしている。
ドイツ保守党の議員エーラルト・フォン・オルデンブルク＝ヤヌシャウは、1910年1月の国会にて明らかにケーペニック事件を意識した発言をして物議をかもした。
プロイセン王にしてドイツ皇帝たるものは、いついかなる時にも、一中尉にこれくらい申し付けられるようでなければならない。10名を従え、国会を封鎖せよ！
ケーペニック事件で指摘された軍の立場と特権に対する懸念は、1913年末に発生するツァーベルン事件で再び指摘されることになる。その後の第一次世界大戦を経て、ドイツ帝国は1918年の革命をもって崩壊し、帝国軍の栄光もまた過去のものとなっていった。1920年代後半には、「歴史的な出来事」としてのケーペニック事件に再び人々の関心が集まることになる。

### 釈放後

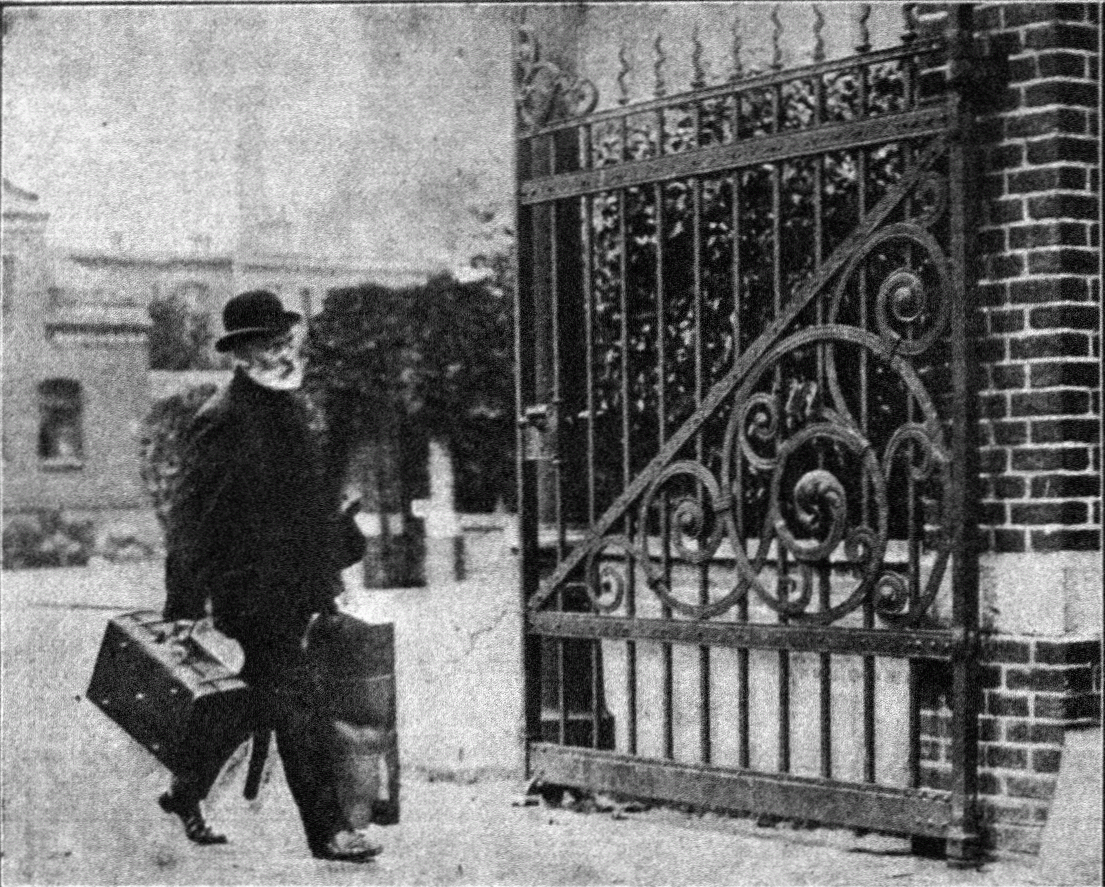
テーゲル刑務所を出るフォークト。

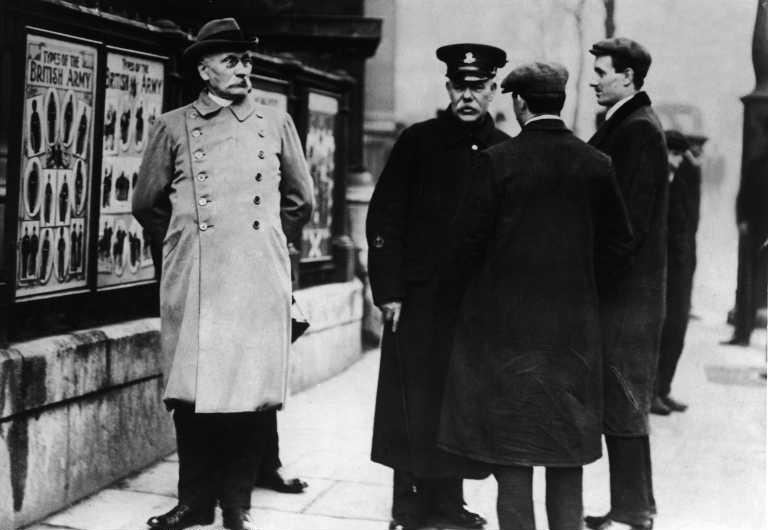
ロンドンを訪れたフォークト。プロイセンの将校用外套を着用している（1910年頃）

ケーペニック事件はフォークトを世界的な有名人にした。釈放当日には蓄音機に保存用の吹き込みを行い、報酬として200マルクを受け取っている。この中で彼は次のように述べている。
開放され自由に歩きまわりたいという欲求は、私の中で大きく膨らんでいた。今では私は自由の身だが、さらにこう望みたい。[…]そして神よ、どうか私をもう二度と無法者にはしないで頂きたい。
彼がリクスドルフに戻った時には押し寄せる群衆を整理するべく治安部隊の投入さえ行われ、2日間のうちに17人が治安妨害(Ruhestörung)および類似の罪で逮捕されている。さらに釈放から4日後にはウンター・デン・リンデンにある蝋人形館カスタンス・パプノティクムにて自身の蝋人形の除幕式に参加しスピーチやサイン入り写真の販売などを行うと宣言したものの、当局の指示により断念している。その後はドイツ各地を巡り、ホールやサーカスなどで「ケーペニックの大尉」を演じてサイン入り写真などを販売した。また、かつて彼の「部下」となった近衛兵らがこうした催し物に参加して、共に記念撮影を行うこともあった。1909年には自叙伝『Wie ich Hauptmann von Köpenick wurde. Mein Lebensbild / Von Wilhelm Voigt, genannt Hauptmann von Köpenick.』（「いかにして私はケーペニックの大尉になったのか。我が人生/著：ヴィルヘルム・フォークト、またの名をケーペニックの大尉」）を出版した。
ケーペニック事件によって民衆の支持を得たフォークトは、釈放後も警察による要注意人物であり続けた。地方自治体は彼がケーペニックに対して行った詐欺が自分たちに降りかからないかと神経をとがらせ、名誉を傷つけられた帝国軍は彼を嫌悪すらしていた。その為、彼はドイツを離れて新しい家を探しつつ、ヨーロッパ諸国でも公演を行った。不確かながらも伝えられるところによれば、1910年3月にはアメリカでも公演を行い大成功を収めたという。
1910年5月1日、フォークトはルクセンブルクの旅券を取得して移住し、ウェイターや靴職人として働いた。依然として「ケーペニックの大尉」の人気は衰えず、彼はやがて大公国で最初の自動車所有者となった。時にはこの自動車で家主一家を連れて旅行に出ていたという。1912年、ナイペルク通り5番地 (Neippergstraße Nr.5) に住居を得て、死去するまでここに暮らした。
第一次世界大戦最中の1914年の晩秋、ルクセンブルクはドイツ帝国軍の占領下に置かれた。この際にフォークトは占領軍による短期間の逮捕と取り調べを受けている。取り調べの担当将校は、「かつてこの貧相な男がどのようにしてプロイセンを震撼させたのか、理解できない」と書き残している。

### 死去

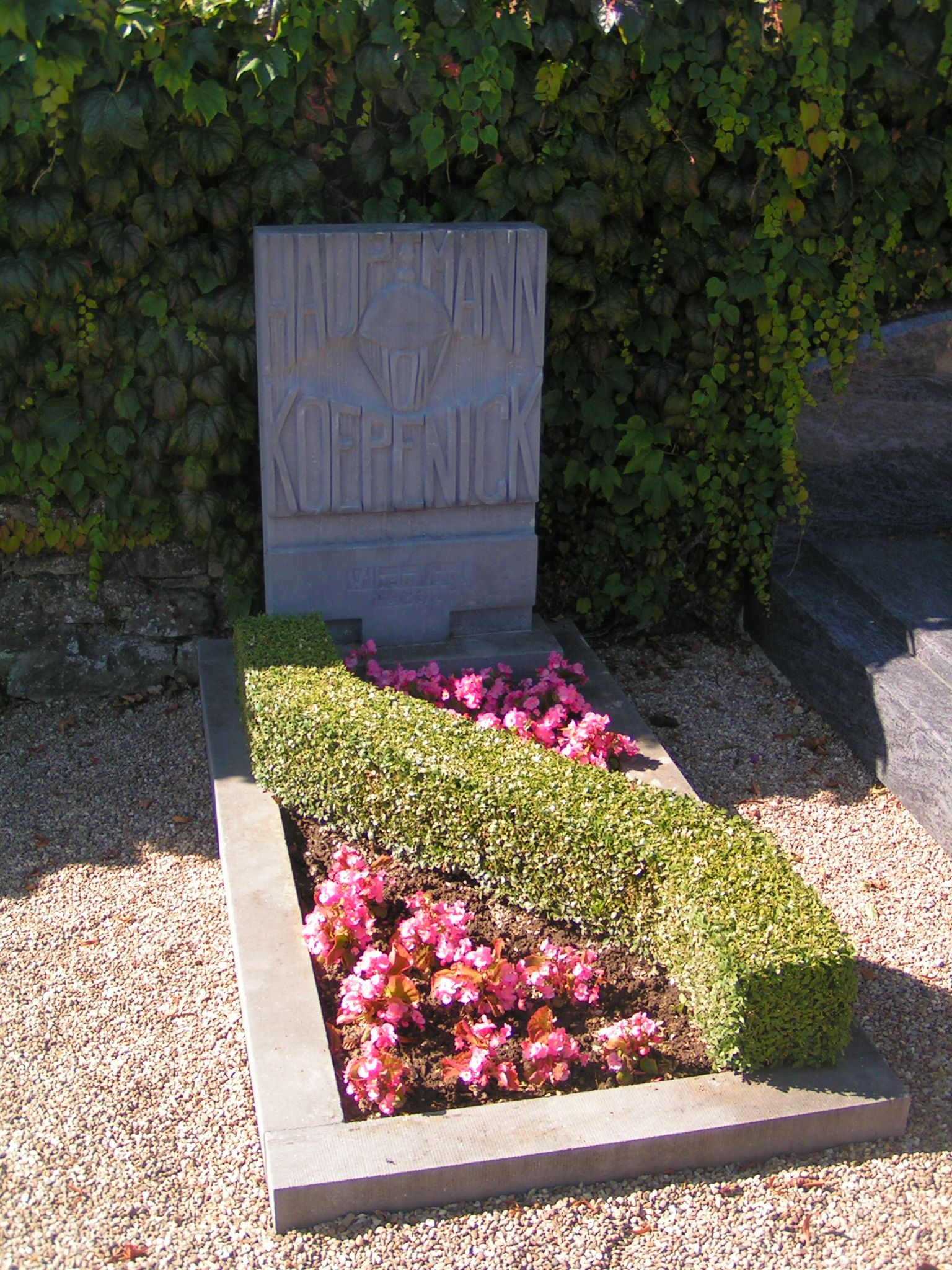
「ケーペニックの大尉」の墓碑

事件後は様々な形で注目を浴びてきたフォークトだったが、晩年は人前に姿を見せることが少なくなっていた。1922年1月3日、肺疾患によって72歳で死去した。敗戦によるハイパーインフレの中でほぼ無一文となっていた彼は地元の聖母墓地 (Liebfrauenfriedhof) に埋葬された。彼の葬儀の折、居合わせた仏軍士官が「誰が死んだのか」と問うたところ会葬者が「ケーペニックの大尉殿です」と応じた為、仏軍士官はこれを本物の陸軍大尉の葬儀と勘違いして正式な軍隊葬を行わせたという逸話が残されている。
1961年、ザラザーニのサーカス団がヴィルヘルム・フォークトの墓地の権利を購入すると共に新しい墓碑を送った。1975年には市当局に権利が返還され、墓碑が作りなおされた。新しい墓碑には「HAUPTMANN VON KOEPENICK」と大きく掘られ、その下に小さく「Wilhelm Voigt 1850–1922」と書かれている。なお、彼の生年は1850年ではなく1849年である。
1999年にはベルリンへの改葬が提案されるもルクセンブルクではこれを拒否している。

### 記念碑、展示物など
1996年、ケーペニック市庁舎前に「ケーペニックの大尉」の銅像が建てられた。設計はアルメニア人彫刻家スパルタク・ババジャンが行った。また市庁舎にはフォークトのベルリン市民記念碑が飾られ、内部にも「ケーペニックの大尉」に関するいくつかの展示とケーペニック歴史博物館の展示への案内が設置されている。ベルリンのフィルム・アーカイブにはフォークトに関する各種文書がフィルムとして保管されている。
彼がかつて暮らしたヴィスマールにもいくつかの記念碑があるほか、ロンドンのマダム・タッソー館にも彼の蝋人形が展示されている。

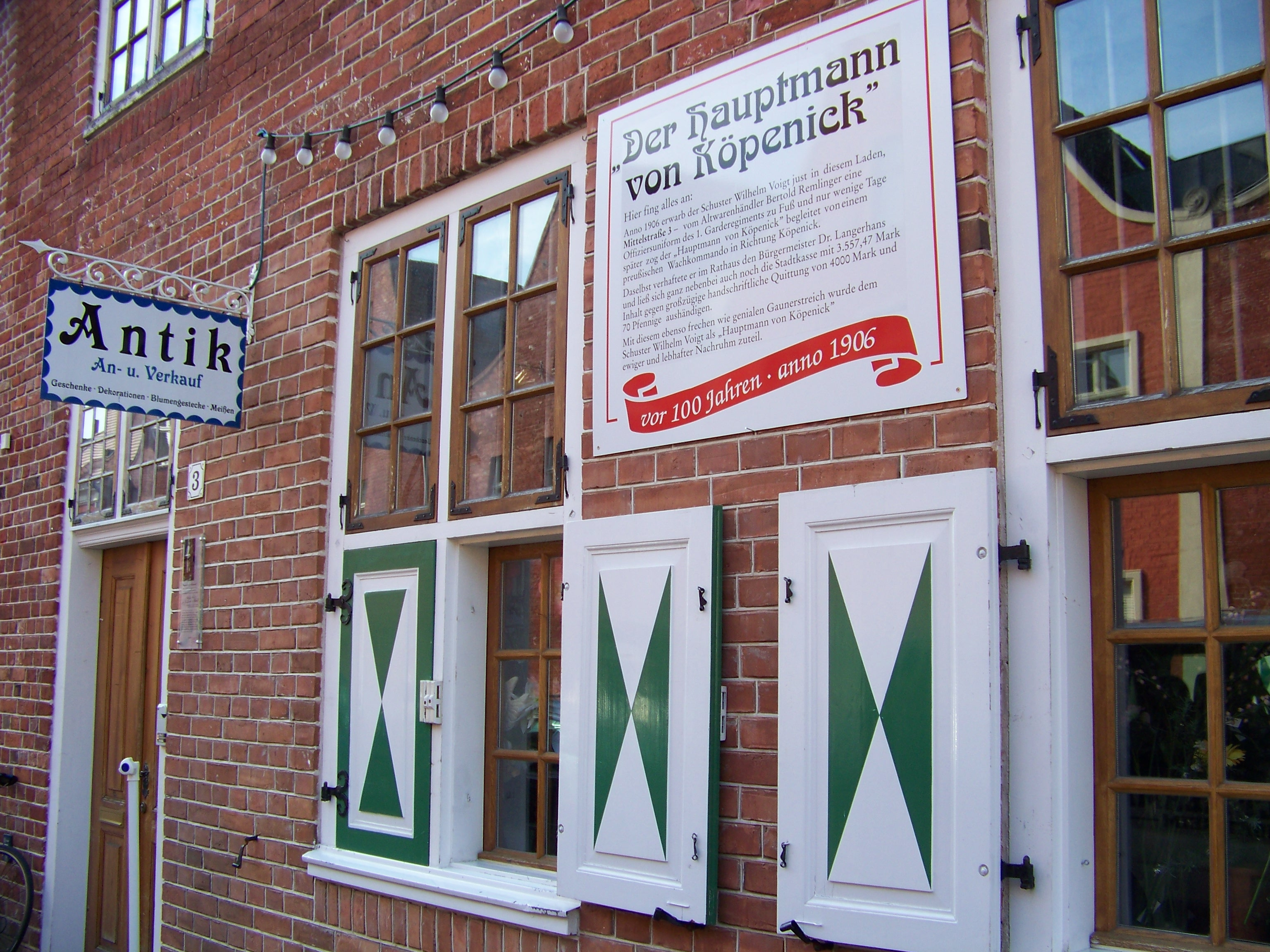
フォークトが制服を購入したポツダムの古着屋。看板には「ケーペニックの大尉」に関する説明がある。
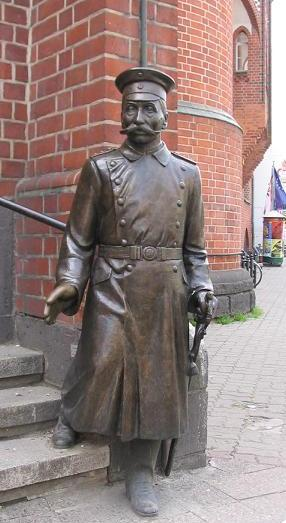
ケーペニック市庁舎（ドイツ語版）前に建てられた「ケーペニックの大尉」の像。
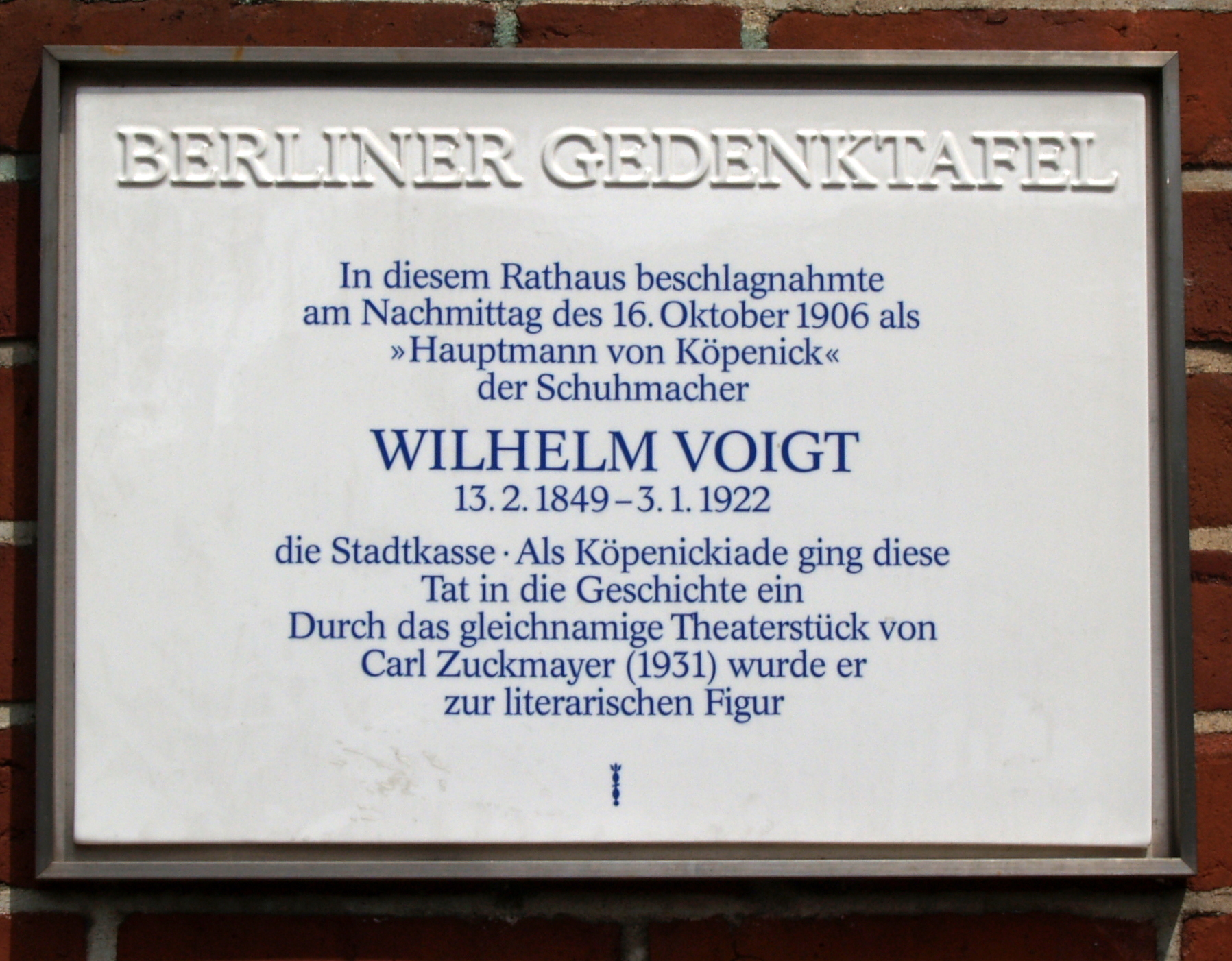
ヴィルヘルム・フォークトのベルリン市民記念碑（ドイツ語版）
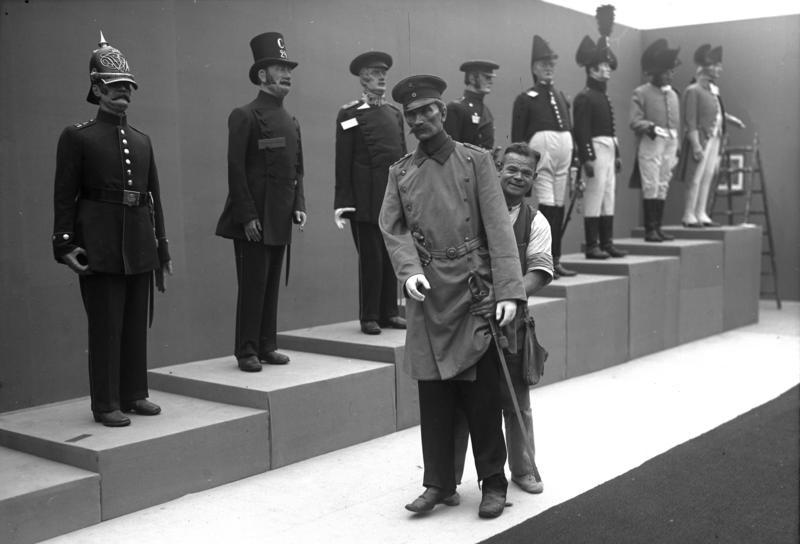
「懐かしのベルリン」展にて展示されるフォークトの蝋人形（1930年5月）
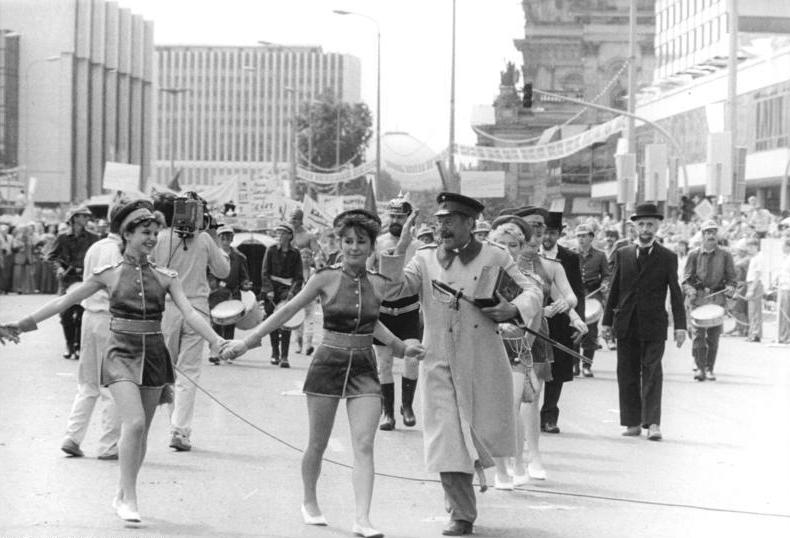
東ドイツで催されたベルリン750周年記念のパレードに登場した「ケーペニックの大尉」。ヘルベルト・ケーファー（ドイツ語版）が演じた（1987年）

## 文化への影響

### 演劇、文学、映画
事件直後から、またフォークト逮捕後も引き続き、ベルリンの劇場ではケーペニック事件を題材とした風刺劇が上演された。事件から3日後の10月19日付の社民党機関紙『前進』紙には、既にスケッチ・コメディーとしてケーペニック事件が演じられている旨を報じる記事がある。メトロポール劇場でも毎日のレヴューの1つとして演じられた。『ケーペニックのシャーロック・ホームズ』(Sherlock Holmes in Köpenick) と題された喜劇も作られた。
最初の舞台劇『Der Hauptmann von Köpenick』は、劇作家ハンス・フォン・ラファレンツ (Hans von Lavarenz) によって1906年に脚本が書かれ、ベルリンの4劇場で初演された。その他にマインツ、トリエステ、インスブルックなどでもケーペニックの大尉を題材とした喜劇が上演され、1912年にはライプツィヒでも別の舞台劇が作られている。
1908年、フォークトの釈放に合わせてキールのミュージックホールで『Der Hauptmann von Köpenick』と題した催し物が開かれた。フォークトは自らも出演しようと考えキールへ向かったものの、群衆の混乱を恐れた当局によってホールへの入場が阻止されてしまった。
最初の映画も1906年中に製作されている。事件から3ヵ月後にはドキュメンタリー形式でケーペニック事件を描いた短編映画が3本も発表されている。
ミステリー作家のハンス・ヒャンは、1906年に『Der Hauptmann von Köpenick, eine schaurig-schöne Geschichte vom beschränkten Untertanenverstande』（＝ケーペニックの大尉。臣民の偏狭な理解という、ひどく素敵な物語）と題した詩集を発表している。また1909年に発表されたフォークトの回顧録には序文を寄せている。
1926年、最初の長編映画『Der Hauptmann von Köpenick』が発表される。監督はジークフリート・デッサウアーで、ヘルマン・ピヒャが主演を務めた。ただし、この映画のフィルムはナチス・ドイツの時代に失われてしまった。
1930年、作家ヴィルヘルム・シェーファーは、フォークトの半生を描いた小説『Der Hauptmann von Köpenick』を発表した。同年、カール・ツックマイヤーも『Der Hauptmann von Köpenick. Ein deutsches Märchen in drei Akten』（＝ケーペニックの大尉。三幕のドイツ・メルヘン）と題する3編の連続悲喜劇を発表した。ツックマイヤーの喜劇は1931年3月5日にベルリンのドイツ劇場で初演された。同年、リヒャルト・オスヴァルトが新しい長編映画を発表している。アルベルト・バッサーマンはアメリカへ亡命した後にオスヴァルトの映画をリメイクした『I Was a Criminal』を発表している。これはケーペニック事件を題材にした最初の英語作品であった。ヘルムート・コイトナーは1945年にラジオドラマを製作している。そのほかにもツックマイヤーの演劇を原作とする映画が何本か製作された。1971年にはツックマイヤーの演劇がジョン・モーティマーによって『The Captain of Koepenick』として英訳された。
1932年にも『Der Hauptmann von Köpenick』と題したコメディ映画が製作されているが、フィルムが現存せず詳細は不明である。
オットー・エーマースレーベンが2003年に発表した小説『In den Schründen der Arktik』にはカール・マイとフォークトが出会うシーンが描かれている。
2006年10月、ケーペニック事件100周年を記念してケーペニック市庁舎内でツックマイヤーの劇が上演された。以後、毎年10月に記念式典と上演が行われている。また同年には新しい脚本『Das Schlitzohr von Köpenick – Schuster, Hauptmann, Vagabund』が書かれた。この脚本は娯楽性が強調されていたツックマイヤーの脚本に比べて、より現実のフォークトの人生を反映した史実重視の内容になっている。

### ツックマイヤーの脚本について
ツックマイヤーの脚本のうち第2幕および第3幕ではケーペニック事件が描かれているが、事件の10年前と設定されている第1幕は大半が架空の出来事である。地方出身のフォークトがベルリン方言を話すといった些細な変更に加えて、彼を主人公に相応しい「高貴な泥棒」として描くべく大幅な脚色が加えられている。また犯行の動機については、フォークト自身が語った「大金ではなく、旅券だけが必要だった」という説明をそのまま用いており、クライマックスでは自発的な自首と釈放後に旅券を受け取るシーンが描かれた。また制服についてもきちんと一式揃っていたものを入手したとされ、さらにはケーペニック市長を含む制服のかつての持ち主の背景も描かれていく。そして当時のドイツ社会における軍人の社会的地位を示す為、将校団と制服に無条件の敬意を抱く市民や下士官兵の象徴として、陸軍下士官を務めているフォークトの兄が登場する。ツックマイヤーの目的はケーペニック事件を通して帝国軍や軍国主義のカリカチュアを描くことにあったとされる。
一方で、帝国時代からドイツ国内に存在した反ユダヤ的思想もいくらか取り入れられており、商店主や仕立て屋として登場するユダヤ人はいずれもステレオタイプ的な描かれ方をしている。

### 映画
主なものを以下に示す。
- 1906年『Der Hauptmann von Köpenick』 - ハインリヒ・ボルテン＝ベッカース（ドイツ語版）監督の無声映画。エルンスト・バウマン (Ernst Baumann) がフォークトを演じた。
- 1906年『Der Hauptmann von Köpenick』 - カール・ブデルス（ドイツ語版）及びカール・ゾンネマン (Carl Sonnemann) 監督の無声映画。
- 1906年『Der Hauptmann von Köpenick』 - ベルリン・ルイーゼン劇場の俳優らが出演した無声映画。
- 1908年『Der Räuberhauptmann von Köpenick und seine Begnadigung』 - フォークト釈放を記念したドキュメンタリー映画。上映禁止処分を受けた。
- 1926年『Der Hauptmann von Köpenick』 - ジークフリート・デッサウアー（ドイツ語版）が監督・脚本を務めた無声映画。ハインリヒ・ピヒャ主演。
- 1931年『Der Hauptmann von Köpenick』 - カール・ツックマイヤー、リヒャルト・オスヴァルト監督、アルブレヒト・ヨーゼフ (Albrecht Joseph) 脚本、マックス・アーダルベルト（ドイツ語版）主演[8]。
- 1941年『I Was a Criminal』 - アルベルト・バッサーマン監督。オスヴァルト版のリメイク。
- 1956年『Der Hauptmann von Köpenick』 - ヘルムート・コイトナー監督・脚本。ハインツ・リューマン主演[9]。
- 1960年『Der Hauptmann von Köpenick』 - ライナー・ヴォルフハルト (Rainer Wolffhardt) 監督。ツックマイヤーの脚本を原作とするテレビ映画。ルドルフ・プラッテ（ドイツ語版）主演。
- 1997年『Der Hauptmann von Köpenick』 - フランク・バイヤー監督。ハラルト・ユーンケ（ドイツ語版）主演。
- 2001年『Der Hauptmann von Köpenick』 - カタリーナ・タールバッハ（ドイツ語版）監督。ツックマイヤーの脚本を原作とするテレビ映画。ヒルマー・バウマン（ドイツ語版）主演。
- 2005年『Der Hauptmann von Köpenick』 - マティアス・ハルトマン (Matthias Hartmann) 監督。ツックマイヤーの脚本を原作とする映画。オットー・ザンダー主演。

### ラジオドラマ
主なものを以下に示す。いずれもツックマイヤーの脚本を原作とする。
- 1945年 - 北西ドイツ放送 (NWDR) - ヘルムート・コイトナー監督。フォークト役ヴィリー・マルテンス（ドイツ語版）のほか、エドゥアルト・マルクス（ドイツ語版）、フィータ・ベンクホフ（ドイツ語版）、インゲ・マイゼル（ドイツ語版）、グスタフ・クヌート、エルヴィン・リンダー（ドイツ語版）、イーダ・エーレ（ドイツ語版）、エーリカ・バルケ（ドイツ語版）らが出演した。
- 1951年 - 南西放送 (SWF) - カール・ペーター・ビルツ(Karl Peter Biltz)監督。フォークト役エルンスト・スラデック (Ernst Sladeck) のほか、ハインツ・シンメルプフェニヒ（ドイツ語版）、クルト・リーク（ドイツ語版）、マックス・マイリヒ（ドイツ語版）、アロイス・ガルク(Alois Garg)、クルト・エビングハウス (Kurt Ebbinghaus) らが出演した。
- 1954年 - バイエルン放送 (BR) - ハインツ＝ギュンター・シュタム（ドイツ語版）監督。フォークト役パウル・ビルト（ドイツ語版）のほか、フリードリヒ・ドミン、エーリカ・リーマン（ドイツ語版）、ヴェルナー・ヒンツ（ドイツ語版）、シャルロッテ・ヴィットハウアー（ドイツ語版）、フリッツ・ベンシャー（ドイツ語版）、エルンスト・フリッツ・フュアブリンガー（ドイツ語版）らが出演した。
- 1962年 - ポリドール・レコード - パリー・メラー・マルコヴィッチュ (Pali Meller Marcovicz) 監修。フォークト役ルドルフ・プラッテ（ドイツ語版）のほか、ブルーノ・フリッツ（ドイツ語版）、ラインホルト・ベルント（ドイツ語版）、イルゼ・フュルステンベルク（ドイツ語版）、エドゥアルト・ヴァンドライ（ドイツ語版）、エーディット・ハンケ（ドイツ語版）、エーリヒ・フィードラー（ドイツ語版）らが出演した。
- 1964年 - 自由ベルリン放送 (SFB) - ボレスラウ・バルロク（ドイツ語版）監督。フォークト役カール・ラダッツ（ドイツ語版）のほか、クリスティアン・ローデ（ドイツ語版）、クラウス・ミーデル（ドイツ語版）、ヘルベルト・グリューンバウム(Herbert Grünbaum)、クラウス・ヘルム（ドイツ語版）、フリードリヒ W. バウシュルテ（ドイツ語版）、エーファ＝カタリーナ・シュルツ(Eva-Katharina Schulz)らが出演した。